# Torres Shire
Koordinaten: 10° 35′ S, 142° 12′ O

Das Torres Shire ist ein Verwaltungsbezirk (Local Government Area) von Queensland. Die Landfläche ist 884 km² groß und hat etwa 3600 Einwohner. Das Shire besteht aus den Inseln an der Nordostspitze des australischen Kontinents nördlich der Cape York Peninsula und ist die nördlichste Verwaltungsgemeinde des Landes. Auf Thursday Island ist das administrative Zentrum.

## Bewohner
Die Bevölkerung besteht in der Hauptsache aus Torres-Strait-Insulanern sowie Asiaten,  Papua-Neuguineern, Europäern und Aboriginals.
Neben dem Kreolischen, das sich unter den frühen Missionaren entwickelte, gibt es drei Hauptdialekte: Kala Kawa Ya im Nordwesten und Westen, Kala Lagau Ya im Zentralgebiet und Meriam im Osten.
Traditionelle Hauptwirtschaftsgüter sind Fischerei, Seegurken, Perlmutt und früher auch die Schalen von Kreiselschnecken. Auch gibt es einen Steinbruch auf Horn Island. Das Hauptverkehrsmittel im Torres Shire sind Boote.

## Geographie
Im Shire gibt es fünf Inselregionen:
- die Nordwestgruppe: Boigu, Dauan und Saibai
- die Innerwestgruppe: Badu, Mabuiag und Moa
- die Zentralgruppe: Yam, Warraber, Coconut und Masig
- die Ostgruppe: Murray, Darnley und Stephen
- die TI-Gruppe: Thursday Island, Horn Island, Hammond, Prince-of-Wales Island und Friday Island

Dazu kommen die fünf Aboriginal- und Insulanergemeinden Bamaga, Seisia, Injinoo, Umagico und New Mapoon auf der Nordspitze von Cape York.
Von den 133 Inseln im Shire sind 38 bewohnt.

## Verkehr
Der örtliche Verkehr wird in der Hauptsache mit Booten abgewickelt. Auf dem Festland sind auch Automobile sinnvolle Fortbewegungs- und Transportmittel.
Der Horn Island (Ngurapai) Airport – auf der ca. 8 km von Thursday Island entfernt gelegenen Horn Island –  wird von der Gemeinde betrieben. Der Flughafen wurde ursprünglich während des Zweiten Weltkrieges von der US-Luftwaffe gebaut und 1995 wurde er einer grundlegenden Erneuerung unterzogen. Der Flughafen ist für internationale Flüge zugelassen und hat zwei Landebahnen.
Täglich gibt es zwei Passagierdienste nach Cairns und regelmäßige Verbindungen zu den meisten der Inseln. Zusätzlich gibt es Charterdienste die auch Hubschrauber miteinschließen.

## Verwaltung
Der Torres Shire Council hat acht Mitglieder, die von den Bewohnern der LGA gewählt werden. Torres Shire ist nicht in Bezirke untergliedert. Aus dem Kreis der Councillor rekrutiert sich auch der Mayor (Bürgermeister) des Councils, die seit 2015 Vonda Malone heißt.